# Bandraboua

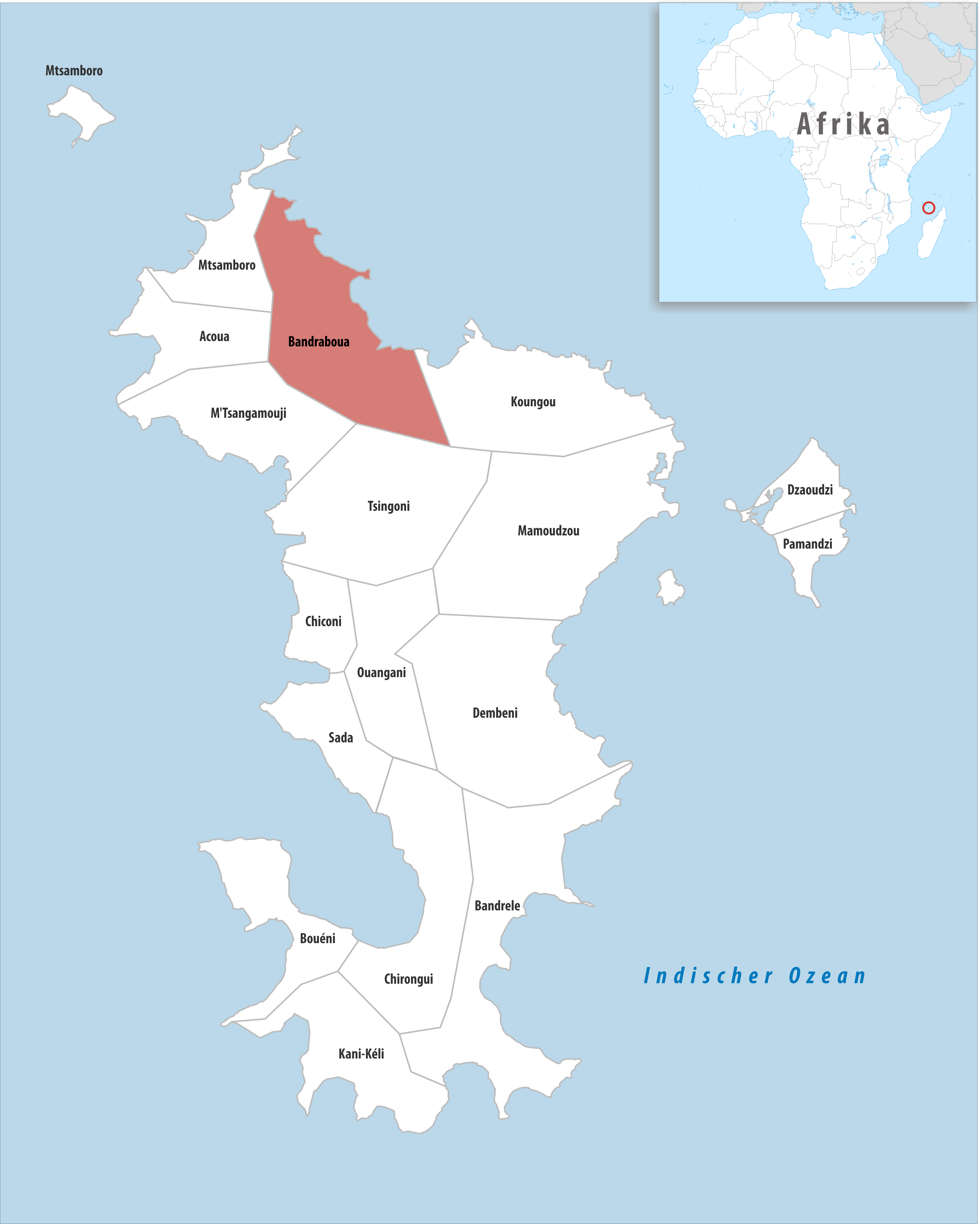
Kommunen Bandrabouas läge i Mayotte.

Bandraboua är en kommun i det franska utomeuropeiska departementet Mayotte i Indiska oceanen. År 2017 hade Bandraboua 13 989 invånare.

## Byar
Kommunen Bandraboua delas i följande byar (folkmängd 2007 inom parentes):
- Bandraboua (2 091)
- Handrema (1 485)
- Mtsangamboua (876)
- Dzoumogne (3 286)
- Bouyouni (1 275)